# Imigração portuguesa no Reino Unido
Luso-britânico ou português britânico é um britânico que possui ascendência portuguesa ou um português que reside permanentemente no Reino Unido.

## População
De acordo com o censo britânico de 2011, havia 88 161 portugueses a residir no Reino Unido (um aumento 141% por cento, em 2001 eram 36 555 pessoas) Estima-se que o número total de britânicos descendentes de portugueses ultrapasse os 500 000.
Do total, quase metade dos portugueses residentes no Reino Unido estão estabelecidos na área metropolitana de Londres, especialmente nos bairros de Kensington, Chelsea, Westminster e Brent. Em Lambeth, o distrito sul de Londres, onde a Little Portugal (Londres) está localizada, o censo registou 6.992 emigrantes portugueses, o equivalente a 2,3% da população do distrito.

## História
A primeira comunidade portuguesa no Reino Unido foi, na verdade, composta de pessoas de ascendência judaica secreta (conhecidos como cristãos-novos) que escaparam da perseguição em Portugal a partir do ano 1496. Isto levou à fundação de uma pequena comunidade judaica portuguesa secreta em Londres. Em 1550, havia cerca de uma centena de membros da comunidade judaica portuguesa em Londres. A comunidade judaica portuguesa de Londres sofreu um revés em 1609, quando foram oficialmente expulsos. No entanto, há evidências de que pelo menos alguns deles continuaram a viver em Londres.
O maior número de portugueses, no entanto, chegou ao Reino Unido na década de 1960 e 1970, durante o governo autoritário do estadista António de Oliveira Salazar. A partir de 1974, Portugal foi um dos países mais pobres da Europa Ocidental, até à adesão à União Europeia. A pressão sobre as oportunidades fez com que muitas vezes havia nenhuma alternativa para procurar trabalho no estrangeiro. Durante este período, muitos jovens também emigraram para evitar o serviço militar, sendo que na época Portugal travava uma guerra colonial, na tentativa de manter as suas províncias ultramarinas de Angola, Cabo Verde, Guiné-Bissau, Moçambique, São Tomé e Príncipe e Timor-Leste. Muitos portugueses vieram a partir de seus antigos territórios ultramarinos na África e Macau e antigos territórios britânicos na Guiana e Hong Kong.

## Luso-britânicos famosos
- Mia Rose - Cantora e Atriz
- David Ricardo - Economista clássico
- Paula Rego - Artista
- Grace Aguilar - Romancista e escritor
- Antonio Fernandez Carvajal - Primeiro judeu naturalizado na Inglaterra.
- Moses da Costa - Banqueiro do século XVIII
- Tonicha Jerónimo - Atriz
- Rodrigo López - Médico da rainha Elizabeth I
- Manuel II de Portugal - Último Rei de Portugal, que vivia na Grã-Bretanha no exílio
- Sam Mendes - Diretor de cinema
- Carla Mendonça - Atriz
- Alan Mocatta - Juiz e especialista em práticas restritivas
- George Edward Pereira - Explorador, soldado, escritor e diplomata.
- Rebekah Teasdale - Modelo Glamour
- René Zagger - Ator